# سومن پوکرل
سومن پوکرل (نپالی: सुमन पोखरेल؛ زادهٔ ۲۱ سپتامبر ۱۹۶۷) شاعر، ترانه‌سرا، نمایشنامه‌نویس، هنرمند اهل نپال است. برخی دانشگاه‌ها شعر او را در برنامه درسی خود گنجانده‌اند.
سومن پوکرل تنها نویسنده ای است که دو بار جایزه ادبی SAARC را دریافت کرده‌است. وی این جایزه را در سال‌های ۲۰۱۳ و ۲۰۱۵ به دلیل شعرهای خاص خود و سهم خود از شعر و هنر به‌طور کلی در منطقه جنوب آسیا دریافت کرده‌است.